# Hl. Judas Thaddäus (Straeten)
Koordinaten: 51° 0′ 29″ N, 6° 6′ 11″ O
Die Kapelle Hl. Judas Thaddäus befindet sich im Ortsteil Straeten der Stadt Heinsberg in Nordrhein-Westfalen.

## Lage
Die Kapelle steht an der Waldhufenstraße 192a. Das Gebäude ist innerhalb der Häuserzeile leicht vorgezogen.

## Geschichte
Der Bau der Kapelle im Jahr 1925 geht auf eine Land- und Geldstiftung der Familie Hutmacher an die Kirchengemeinde zurück. Die Kapelle ist dem Hl. Judas Thaddäus geweiht und trägt auch den gleichen Namen. Neben dem Gebet bei Sterbefällen in der Nachbarschaft, dient die Kapelle auch als Segensstation bei der jährlichen Fronleichnamsprozession. Der Altar in der Kapelle ist ein Geschenk der Pfarrgemeinde Uetterath.

## Architektur
Das Kirchengebäude ist ein kleiner, rechteckiger Backsteinbau mit einem spitzbogigen Eingang und einer doppelflügelige Eingangstüre. Die Giebelwand ist mit drei Zinnen bekrönt, wobei die mittlere Zinne ein Kapellenkreuz trägt. In der Seitenwand sind zwei Rundbogenfenster. Im Inneren ist die Kapelle verputzt und weiß gestrichen. Der Fußboden ist gefliest und die Decke wird von einem Tonnengewölbe getragen.

## Ausstattung
- In der Kapelle sind ein Altar, ein Kruzifix, Kreuzwegstationen, mehrere Heiligenfiguren, eine Gebetsbank sowie Kerzen und Blumenschmuck vorhanden.

## Galerie

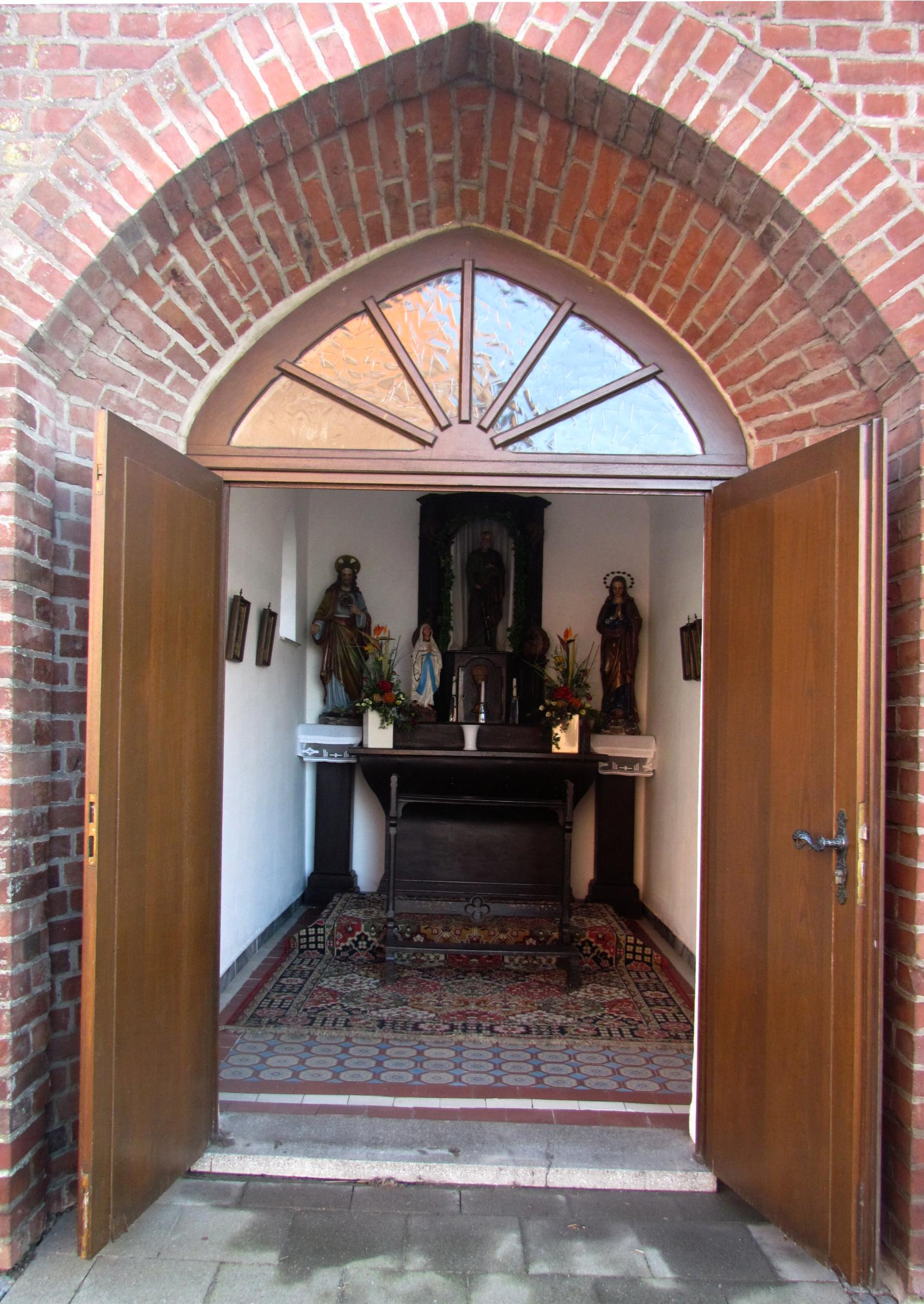
Eingangsbereich
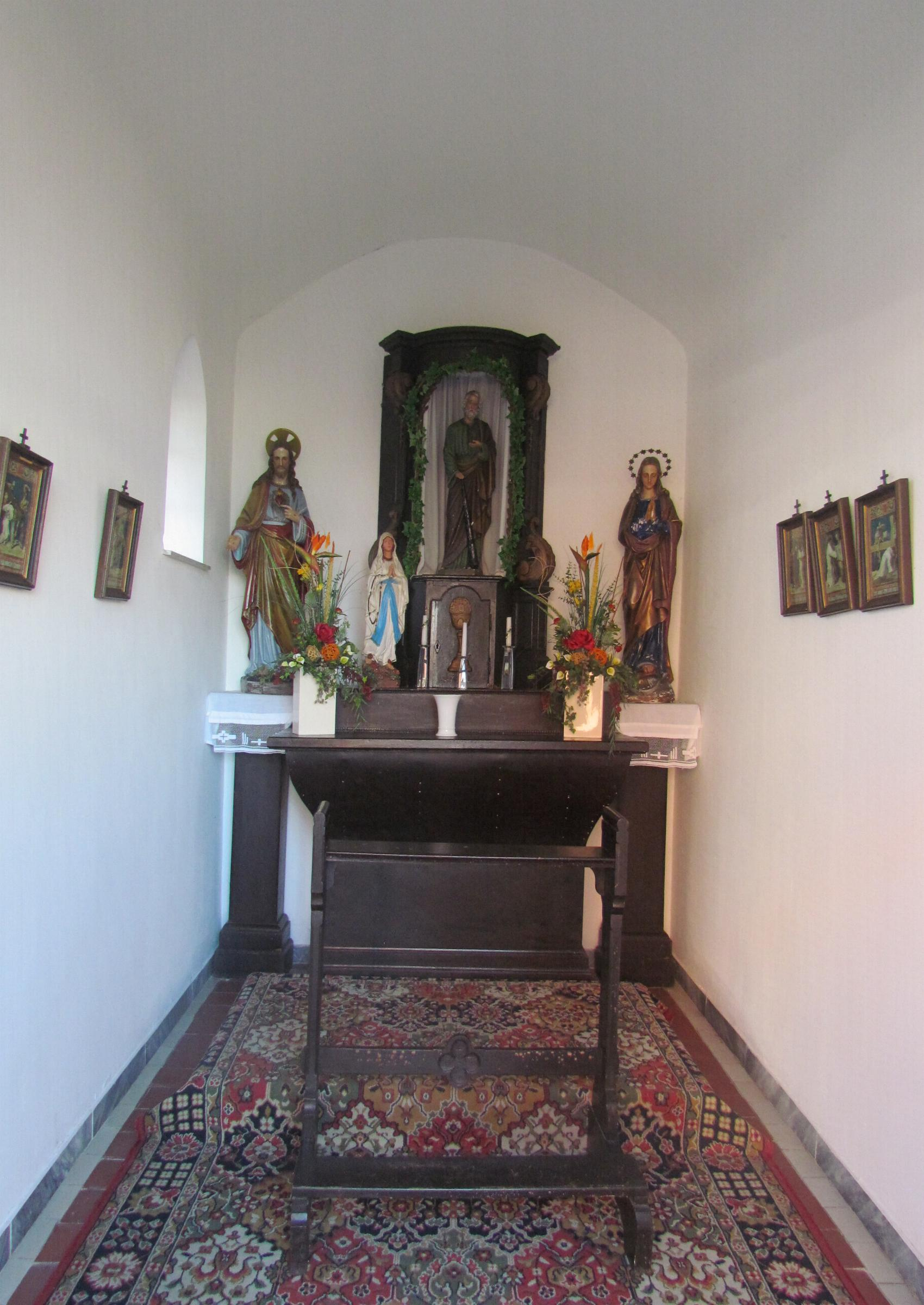
Gesamtansicht
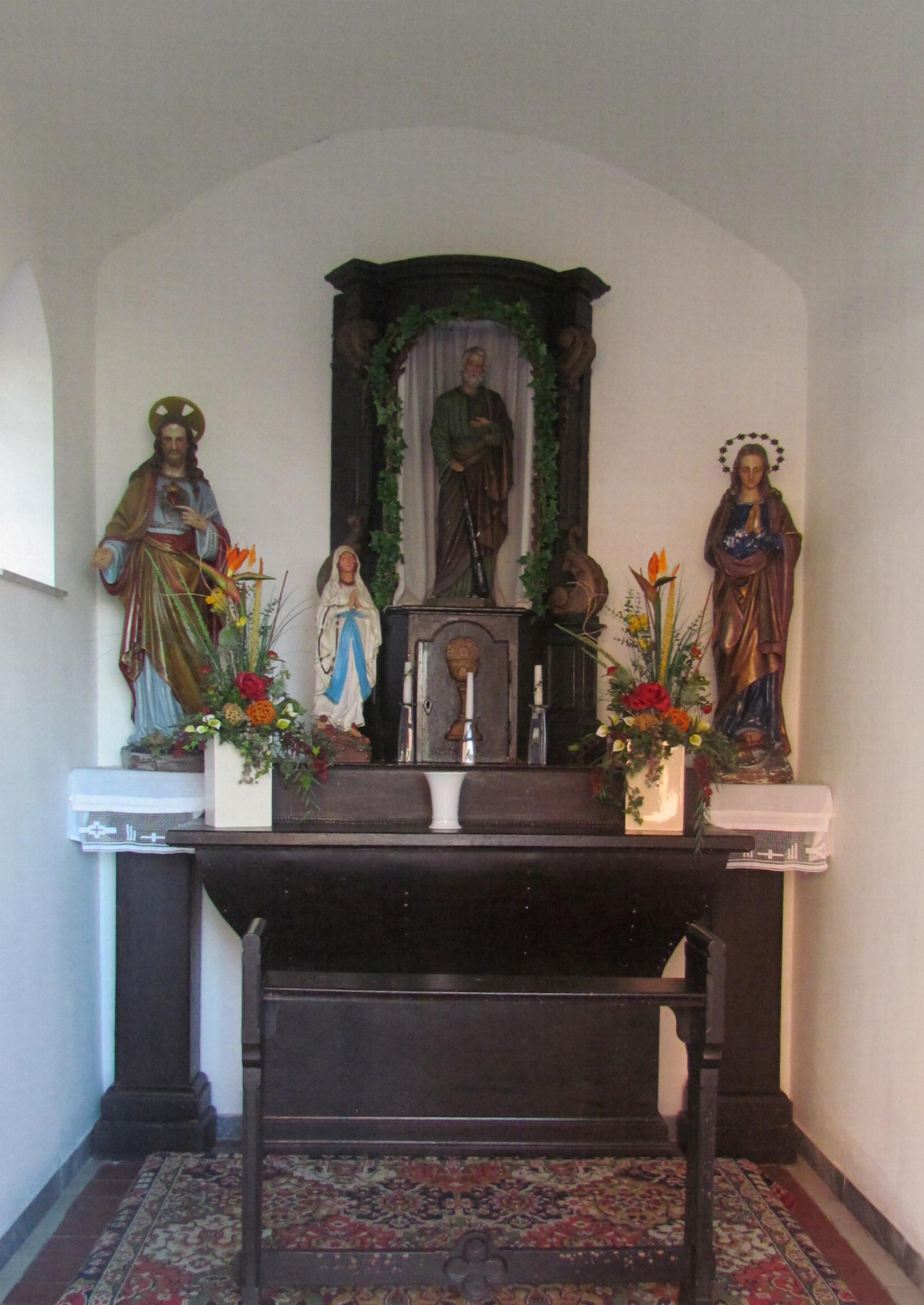
Altaransicht
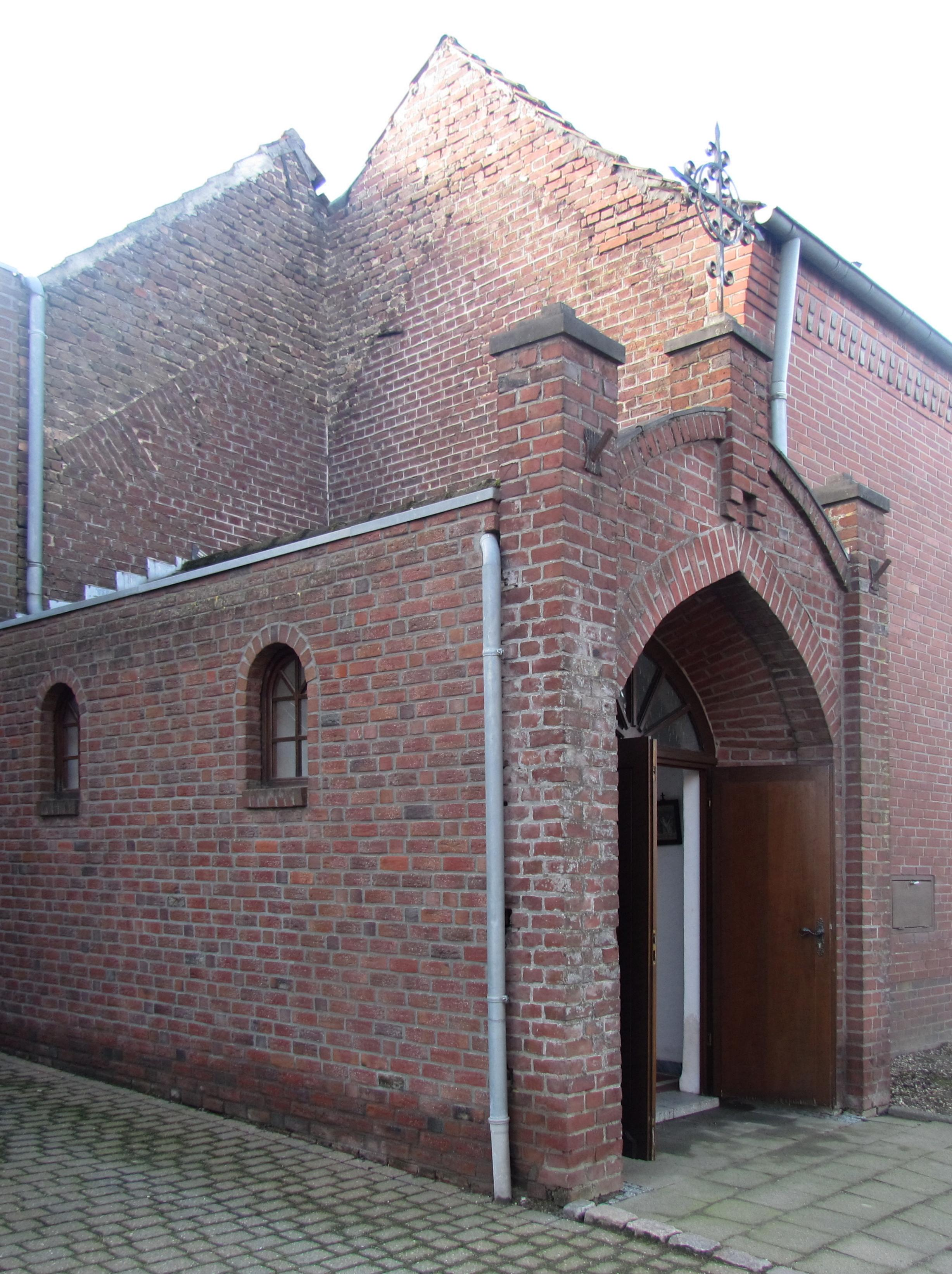
Seitenansicht
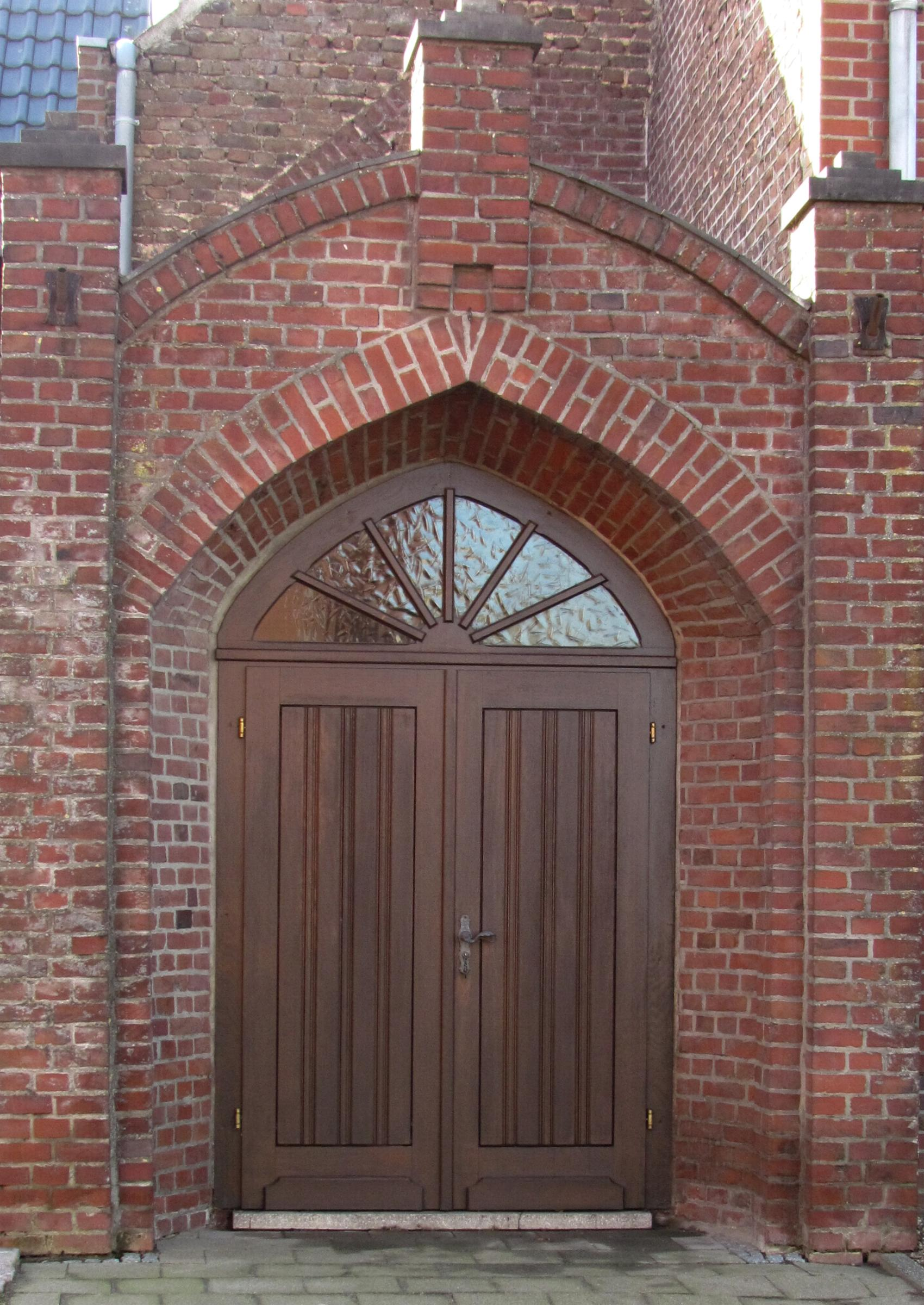
Eingangstüre
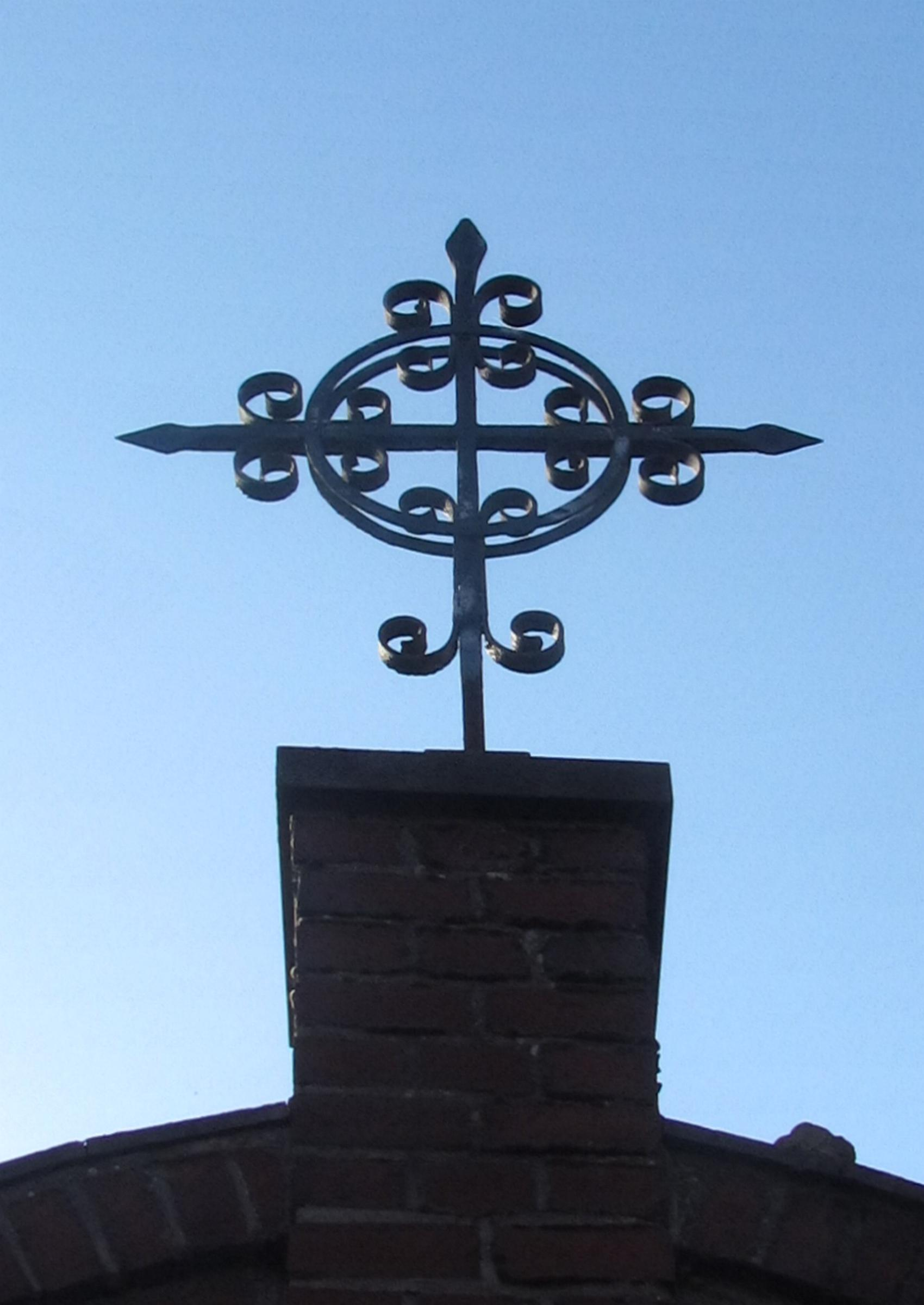
Zinnenkreuz
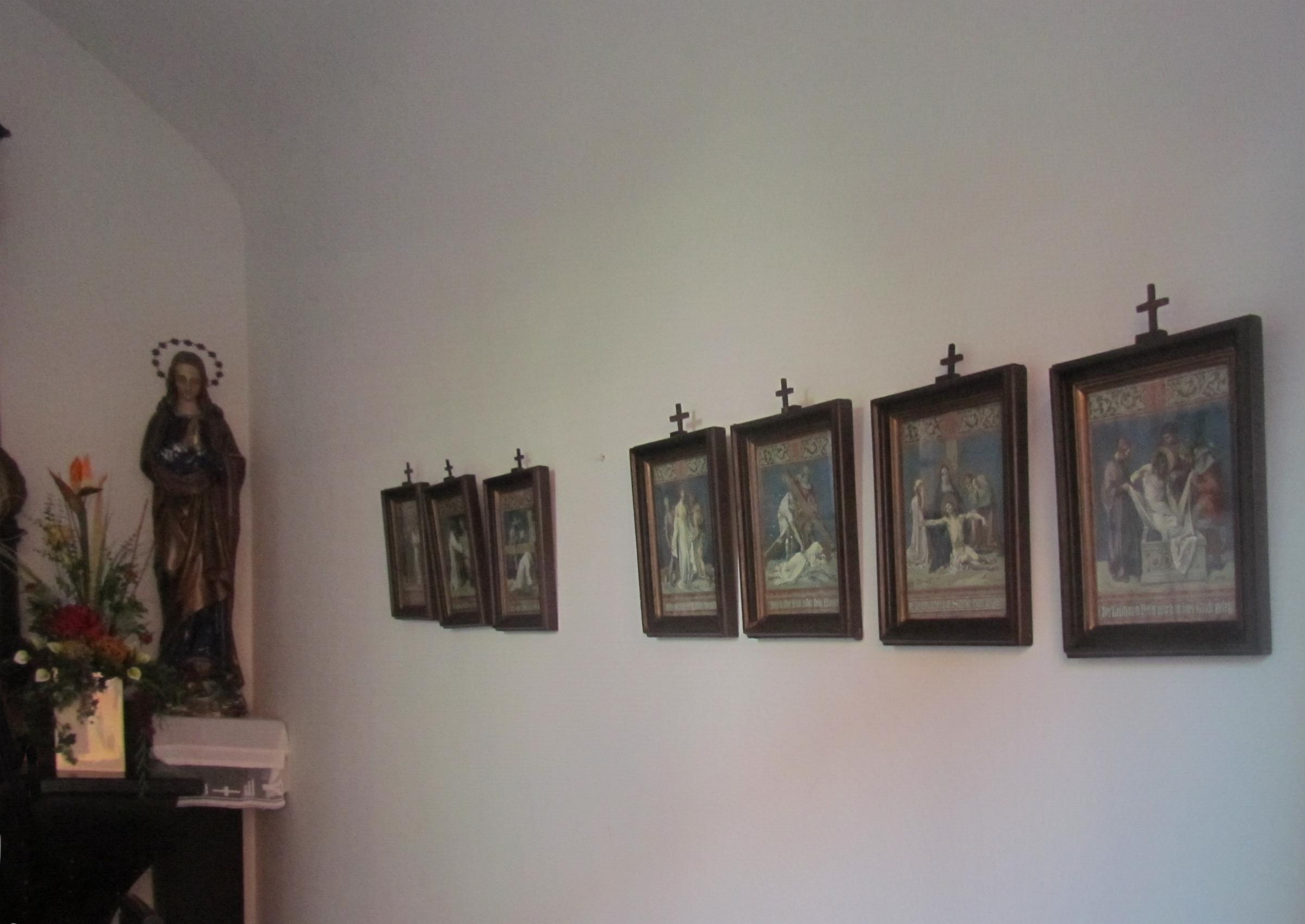
Kreuzwegstationen,